# Шоста поправка до Конституції США

Білль про права

Шоста поправка до Конституції США (англ. Sixth Amendment to the United States Constitution) набула чинності 15 грудня 1791 року і була частиною Білля про права. Вона встановлює права особи, що звинувачується у скоєнні злочину, зокрема, на справедливий суд присяжних.

## Текст поправки
| В усіх кримінальних справах обвинувачений повинен мати право на швидкий і відкритий суд безсторонніх присяжних зі штату чи округи, де скоєно злочин, і то ці округи закон має визначати законом наперед. Обвинуваченого треба повідомляти про зміст і причину обвинувачень, право мати зводини зі свідками позивача, за обов'язковою для усіх процедурою ставити свідків на свою користь і вдаватися до допомоги адвоката для своєї оборони. Оригінальний текст (англ.) In all criminal prosecutions, the accused shall enjoy the right to a speedy and public trial, by an impartial jury of the State and district wherein the crime shall have been committed, which district shall have been previously ascertained by law, and to be informed of the nature and cause of the accusation; to be confronted with the witnesses against him; to have compulsory process for obtaining witnesses in his favor, and to have the Assistance of Counsel for his defence. |

## Трактування поправки

### Швидкий суд
Згідно поправки, термін між арештом і пред'явленням звинувачення не може бути більшим, ніж рік. Також обвинувачення не може затримувати розгляд справи без вагомих підстав.

### Допомога адвоката
Обвинувачений має право обрати собі адвоката для захисту або ж відмовитися від нього і захищати себе самостійно. Хоча в деяких випадках(коли обвинуваченому загрожує смертна кара, а сам він не може себе захищати себе через власну неграмотність) він не може відмовитися від адвоката. Також від адвоката не можна відмовитися в апеляційних справах.